# Nina Žižić
Nina Žižić (izgovorjava [nîna ʒǐʒit͡ɕ]) črnogorska pevka, * 20. april 1985.

## Kariera
Kariero je začela leta 2004 s skupino Negre. Decembra 2012 je RTCG, Črnogorska radiotelevizija, objavila, da bo skupaj s hip-hop duetom Who See nastopil še en 'skrivni izvajalec'. Kasneje so objavili, da bo na evrovizijskem odru v Malmö nastopila tudi Nina Žižić. Nastopili so v prvem polfinalu dne 14. maja 2013 s pesmijo »Igranka«. Zasedli so 12. mesto z 41 točkami in se niso uvrstili v finale.
Leta 2021 je bila članica interne žirije za izbor predstavnika Črne gore za Pesem Evrovizije 2022.
Novembra 2024 se je udeležila Montesong 2024, črnogorskega nacionalnega izbora za Pesem Evrovizije 2025, kjer je zasedla drugo mesto. Zmagala je skupina Neonoenom. Vendar pa se je zaradi kršenja pravil glede predhodnega izvajanja skladbe skupina Neonoen dne 4. decembra 2024 umaknila. 8. decembra 2024 je bila Nina Žižić razglašena za predstavnico Črne gore na Pesmi Evrovizije 2025.

## Diskografija

### Pesmi
| Naslov                       | Leto | Album                                     |
| ---------------------------- | ---- | ----------------------------------------- |
| »Rijeka suza«                | 2006 | —                                         |
| »Potraži me«                 | 2006 | —                                         |
| »Strogo poverljivo«          | 2007 | —                                         |
| »Druga u meni«               | 2008 | —                                         |
| »Sve što želim«              | 2008 | —                                         |
| »Ja te moliti neću«          | 2009 | —                                         |
| »Zabranjujem«                | 2011 | —                                         |
| »Odlazi«                     | 2012 | —                                         |
| »Sama kriva«                 | 2013 | —                                         |
| »Klik« (skupaj z Wikluh Sky) | 2013 | —                                         |
| »Kiss you, goodbye«          | 2016 | Music for the movie Too Many Coincidences |
| »Paranoičan«                 | 2023 | —                                         |
| »Dobrodošli«                 | 2024 | —                                         |

### Kot gostja
| Naslov          | leto | Drugi izvajalci | Album |
| --------------- | ---- | --------------- | ----- |
| »Igranka«       | 2013 | Who See         | —     |
| »Common Dreams« | 2023 | Dolce Hera      | —     |